# هه‌چان
لی دونگ هیوک (کره‌ای: 이동혁؛ زادهٔ ۶ ژوئن ۲۰۰۰) که به‌طور حرفه‌ای با نام هه‌چان (کره‌ای: 해찬) شناخته می‌شود، خواننده اهل کره جنوبی است. او یکی از اعضای گروه پسرانه کره جنوبی ان‌سی‌تی و زیرمجموعه‌های آن ان‌سی‌تی ۱۲۷ و ان‌سی‌تی دریم است.

## اوایل زندگی
هه‌چان زادهٔ ۶ ژوئن ۲۰۰۰ در سئول، کره جنوبی است، جایی که تا سن هفت سالگی زندگی کرد. سپس به همراه خانواده به جزیره ججو، کره جنوبی برای پنج سال نقل مکان کرد و سپس به سئول برگشتند و هه‌چان در مدرسه هنرهای نمایشی سئول تحصیل کرد. او بزرگ‌ترین فرزند از میان چهار خواهر و برادر است.